# Angela Mortimer
Florence Angela Margaret Mortimer Barrett, angleška tenisačica, * 21. april 1932, Plymouth, Anglija, Združeno kraljestvo.
Angela Mortimer se je v posamični konkurenci petkrat uvrstila v finale. Na turnirjih za Amatersko prvenstvo Francije je leta 1955 v finalu premagala Dorothy Head Knode, leta 1956 pa jo je premagala Althea Gibson, na turnirjih za Prvenstvo Anglije je leta 1961 v finalu premagala Christine Truman Janes, leta 1958 jo je prav tako premagala Althea Gibson, leta 1958 pa je na turnirju za Prvenstvo Avstralije v finalu premagala Lorraine Coghlan. Na turnirjih za Nacionalno prvenstvo ZDA se je najdlje uvrstila v polfinale leta 1961. V konkurenci ženskih dvojic je leta 1955 osvojila Prvenstvo Anglije, leta 1958 pa se je uvrstila v finale turnirja za Prvenstvo Avstralije v konkurencah ženskih in mešanih dvojic. Leta 1993 je bila sprejeta v Mednarodni teniški hram slavnih.

## Finali Grand Slamov

### Posamično (5)

#### Zmage (3)
| Leto | Turnir                       | Nasprotnica v finalu   | Rezultat finala |
| 1955 | Amatersko prvenstvo Francije | Dorothy Head Knode     | 2–6, 7–5, 10–8  |
| 1958 | Prvenstvo Avstralije         | Lorraine Coghlan       | 6–3, 6–4        |
| 1961 | Prvenstvo Anglije            | Christine Truman Janes | 4–6, 6–4, 7–5   |

#### Porazi (2)
| Leto | Turnir                       | Nasprotnica v finalu | Rezultat finala |
| 1956 | Amatersko prvenstvo Francije | Althea Gibson        | 6–0, 12–10      |
| 1958 | Prvenstvo Anglije            | Althea Gibson        | 8–6, 6–2        |